# دوني جوزيف
دوني جوزيف (بالإنجليزية: Donnie Joseph)‏ هو لاعب كرة قاعدة أمريكي، ولد في 1 نوفمبر 1987 في سان ماركوس في الولايات المتحدة.

## وصلات خارجية
- دوني جوزيف على موقع دوري كرة القاعدة الرئيسي (الإنجليزية)
- دوني جوزيف على موقعبيزبول رفرنس.كوم (الدوري الرئيسي) (الإنجليزية)
- دوني جوزيف على موقعبيزبول رفرنس.كوم (الدوري الثانوي) (الإنجليزية)
- دوني جوزيف على موقع إي إس بي إن.كوم (أم.أل.بي) (الإنجليزية)
- دوني جوزيف على موقع مشجعي الرسوم البيانية (الإنجليزية)